# Brauerei Kesselsdorf
Die Brauerei Kesselsdorf war eine Bierbrauerei in Kesselsdorf, das heute als Ortschaft zur sächsischen Stadt Wilsdruff gehört. Kesselsdorf befindet sich im Landkreis Sächsische Schweiz-Osterzgebirge direkt an der Stadtgrenze zur sächsischen Landeshauptstadt Dresden.

## Geschichte
1421 erhielt die Kesselsdorfer Erbschänke das Brau- und Schankrecht. 1611 führte die Familie Leutereitz das Erbgericht. Einen Streit über zu hohe Bierpreise schlichtete 1627 der sächsische Kurfürst Johann Georg I. Der damalige Bierausstoß der Kesselsdorfer Erbschänke betrug laut Angaben des Wirtes ca. 45 Hektoliter. Zu der kleinen Brauerei gehörte auch eine eigene Mälzerei. 
1880 wurde sie von H. W. Müller übernommen, ab 1892 führte sie Hermann Weber weiter und benannte sie in Brauerei Hermann Weber um. Nach dem Ableben von Hermann übernahm 1910 dessen Witwe Maria Anna Weber die Brauerei und benannte sie in Brauerei Kesselsdorf um, um ihr einen markanten Namen zu verleihen. Zu Beginn des Ersten Weltkrieges übernahm 1914 Martin Weber die Brauerei. 1955 wurde der Brauereibetrieb dann aus finanziellen Gründen eingestellt. 1966 erfolgte die vollständige Schließung der Brauerei und Limonadenherstellung.
Die Brauerei Kesselsdorf machte auf ihren Bierdeckeln Werbung mit der Gründung 1717, obwohl die Erbschänke schon 1421 das Braurecht besaß und auch die Gerichtsakten 1627 auf eine Brauerei hinwiesen.

## Biersorten
Brauerei Kesselsdorf Inh. Martin Weber
- Lagerbier
- Einfach-Bier
- Dunkel
- Pilsner Bier
- Weizenbier
- Doppel-Karamel
- Malzbier